# NGC 2551
NGC 2551 är en linsformad galax med spiralarmar i stjärnbilden Giraffen, som upptäcktes den 9 augusti 1882 av Ernst Wilhelm Leberecht Tempel. Galaxen ligger cirka 120 miljoner ljusår från solsystemet, vilket betyder att NGC 2551, med tanke på dess synliga dimensioner, är ungefär 60 000 ljusår i diameter.

## Egenskaper
NGC 2551 kategoriseras som en linsformad galax, men galaxen har spiralarmar. Den har två väldefinierade smala spiralarmar och många armfragment, där spiralmönstret ligger mellan en komplett spiralgalax och ett mönster med flera spiralarmar. Galaxen ses från jorden med en lutning på 50°.
Galaxen har en skiva av motroterande gasbildande stjärnor. Det är möjligt att gasen i skivan ackumulerades från en gasrik satellitgalax. Galaxens stjärnbildningstakt, baserat på H-alfa, uppskattas till 0,65 solmassa per år. I ultraviolett ljus är en ring synlig 15 till 30 bågsekunder från kärnan. Förutom excitation från stjärnbildning finns det också excitation från stjärnor efter AGB och stötar i den norra inre delen av ringen. Galaxen har också en väteskiva som verkar störd, troligen på grund av interaktioner med andra galaxer.

## Supernova
En supernova, SN 2003hr, har observerats i NGC 2551. Den upptäcktes av T. Boles den 31 augusti 2003, belägen 48 bågsekunder väster och 20,4 bågsekunder söder om galaxens centrum, med en skenbar magnitud på 16,8. Dess spektralanalys visade att det var en typ II-supernova flera månader efter maximum.

## Närliggande galaxer
NGC 2551 är den främsta medlemmen i NGC 2551-gruppen, som också omfattar galaxerna NGC 2550, UGC 4390 och UGC 4413. Gruppen är en del av samma galaxmoln med NGC 2633, NGC 2634, NGC 2634A och IC 2389. NGC 2551 bildar ett par med LEDA 2755603, en diffus följeslagargalax som ligger separerad med 2 bågminuter. UGC 4390 ligger separerad med 14,4 bågminuter.